# 羽鳥 (佐倉市)
羽鳥（はどり）は、千葉県佐倉市の大字。郵便番号285-0833。

## 地理
北は飯重、東は寺崎、南は四街道市亀崎、西は吉見に隣接している。

## 世帯数と人口
2017年（平成29年）10月31日現在の世帯数と人口は以下の通りである。
| 大字 | 世帯数 | 人口  |
| ---- | ------ | ----- |
| 羽鳥 | 83世帯 | 213人 |

## 小・中学校の学区
市立小・中学校に通う場合、学区は以下の通りとなる。
| 地域 | 小学校               | 中学校               |
| ---- | -------------------- | -------------------- |
| 全域 | 佐倉市立千代田小学校 | 佐倉市立臼井南中学校 |

## 施設
- 羽鳥区民館
- 甲賀神社
- 日枝神社
- 普門院
- 浄光寺

## 交通

### 道路
- 都道府県道
  - 千葉県道136号佐倉停車場千代田線